# Trần Văn Trạch
Trần Văn Trạch (tên thật: Trần Quang Trạch, 1924 - 1994) là một nhạc sĩ và ca sĩ nổi danh từ trước năm 1975 tại Việt Nam Cộng hòa. Với mái tóc dài cùng giọng ca trầm ấm cùng phong thái biểu diễn mới lạ, vui nhộn, độc đáo, ông được khán giả, báo chí trước 1975 phong tặng danh hiệu "Quái kiệt".

## Tiểu sử

### Thân thế
Ông sinh tại làng Đông Hòa, tổng Thuận Bình, quận Châu Thành, tỉnh Mỹ Tho, ngày nay thuộc tỉnh Tiền Giang, trong gia đình có truyền thống cổ nhạc và sân khấu tuồng. Ông là con trai thứ trong ba người con của ông Trần Quang Chiêu. Ông có người anh là Trần Văn Khê và em gái út là Trần Ngọc Sương.
Ông cố tên Trần Quang Thọ, vốn là một nghệ nhân nổi tiếng trong ban nhạc cung đình Huế. Khoảng năm 1860, ông Thọ xin từ nhiệm và di cư vào miền Nam Việt Nam. Ông nội là nhạc sĩ Trần Quang Diệm (Năm Diệm, 1853-1925). Cha ông là Trần Quang Chiêu (Bảy Triều, 1897-1931) nổi tiếng trong giới cổ nhạc qua tiếng đàn kìm lên dây theo kiểu dây Tố Lan do ông sáng chế ra. Mẹ là Nguyễn Thị Dành (1899 - 1930), là đảng viên cộng sản.
Ông Trạch có người cô thứ ba tên là Trần Ngọc Viện (Ba Viện, 1884-1944). Bà biết hát nhiều điệu hát, biết sử dụng nhiều nhạc cụ dân tộc, nhưng điêu luyện nhất là đàn thập lục (đàn tranh) và đàn tỳ bà. Bà chính là người đã thành lập gánh hát Đồng Nữ Ban vào khoảng năm 1927, với một điểm đặc biệt là tất cả các diễn viên đều là nữ, một hiện tượng duy nhứt trong lịch sử hát cải lương miền Nam. Và bà cũng là người nuôi dạy ba người con của ông Chiều, khi vợ ông Chiều là bà Nguyễn Thị Dành mất sớm. Sau, cả ba người cháu này đều thành danh, đó là nhà nghiên cứu âm nhạc dân tộc Trần Văn Khê, "Quái kiệt" Trần Văn Trạch và ca sĩ Trần Ngọc Sương.
Phía bên ngoại, ông Trạch có cậu thứ năm tên là Nguyễn Tri Khương (1890-1962), tục gọi Năm Khương. Ông là cháu nội của danh tướng Nguyễn Tri Phương) và là một nhạc sĩ chuyên về sáo, lại thông hiểu về lý thuyết nhạc cổ. Cho nên khi bà Ba Viện lập gánh hát Đồng Nữ Ban, ông Khương trở thành soạn giả của gánh. Để phong phú thêm làn điệu, ông sáng tác ra những bài hát như: "Thất trĩ bi hùng", "Yến tước tranh ngôn", "Phong xuy trịch liễu", "Bắc Cung Ai",...
Con của người cậu thứ tư (Nguyễn Tri Lạc) là nhạc sĩ Nguyễn Mỹ Ca, mất vào năm 1944 trong lúc kháng chiến chống Pháp, là tác giả bài "Dạ khúc" được nhiều người yêu âm nhạc đương thời biết đến.

### Thiếu thời
Thuở nhỏ, Trần Văn Trạch theo học chữ ở Collège de Mỹ Tho (Trường Trung học Mỹ Tho) cho tới năm 18 tuổi (1942) thì rời ghế nhà trường.
Ngay từ lúc nhỏ ông đã có năng khiếu về âm nhạc. Do vậy, ông sử dụng khá thành thạo đàn kìm và đàn tỳ bà. Tuy biết nhiều về cổ nhạc và có giọng hát ấm, nhưng ông lại thích tân nhạc hơn. Vì vậy, ông học đàn mandoline với anh là Trần Văn Khê và học đàn violon với người anh cô cậu là Nguyễn Mỹ Ca, biết chơi thành thạo những bài nhạc Pháp thịnh hành thuở đó.
Ngoài niềm đam mê về âm nhạc, ông Trạch cũng thích việc kinh doanh, nên có thời gian ông lập ra lò làm chén ở Vĩnh Kim. Tuy nhiên, sau một vài năm làm ăn không khá, ông bỏ nghề lên Sài Gòn kiếm sống.

### Lên Sài Gòn
Năm 1945, sau khi Nhật Bản đầu hàng, quân đội Pháp trở lại Đông Dương; những phòng trà được phép mở cửa trở lại. Bằng tài năng của mình, buổi đầu Trần Văn Trạch xin vào làm hoạt náo và hát tại hộp đêm dancing Théophile ở vùng Đa Kao, Quận 1. Sau khi có được một số vốn, ông xin mở một phòng trà nhỏ ở đường Lagrandière (nay là đường Lý Tự Trọng, Quận 1, Thành phố Hồ Chí Minh). 
Trong thời gian này ông sống với người vợ Pháp và có một đứa con. Vì thế, ông bị những người theo Việt Minh kết tội là Việt gian. May mắn được anh ruột Trần Văn Khê kịp nhờ người bảo lãnh, nên ông Trạch mới được tha nhưng phải gia nhập vào ban nhạc quân đội của Việt Minh, rồi cùng với anh đi lưu diễn khắp miền Tây Nam Bộ. Khoảng năm 1946-1947, Trần Văn Trạch không theo ban nhạc nữa mà về Sài Gòn, cùng em gái là Trần Ngọc Sương mở quán giải khát tại khu Bàn Cờ (nay thuộc Quận 3). Nhằm câu khách, đôi khi ông Trạch hát những bài nhạc Pháp cho lính Pháp nghe, nên ông được bạn bè đặt cho anh một cái tên rất "Tây" là Tracco.
Trong thời gian đi theo ban nhạc quân đội, Trần Văn Trạch có quen nhạc sĩ Lê Thương. Phát hiện được khả năng hài tiềm ẩn trong con người ông Trạch, nên lần đầu tiên Lê Thương viết thử nghiệm một bài ca hài cho ông trình diễn. Đó là bài "Hòa bình 48" (1948) hát nhái tiếng đại bác, tiếng máy bay ném bom,...

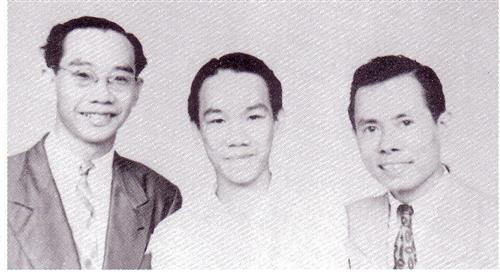
Trần Văn Khê, Trần Văn Trạch và Lê Thương ở Sài Gòn năm 1949

Được người nghe hoan nghênh, Lê Thương viết tiếp bài "Liên Hợp Quốc" hát bằng tiếng Pháp, Anh, Nga, Hoa. Bài "Làng báo Sài Gòn" cũng do ông hát mấy lần thì bị nhà cầm quyền lúc bấy giờ ra lệnh cấm, vì trong bài có những câu như: "Báo Sài Thành từ suốt ba năm nay - Sống một cuộc đời bất bình, mập mờ cũng hay - Nếu mai sau mà anh muốn nói láo - Cứ nghe tôi mà anh cứ viết báo - Công chúng đang buồn, nghe nói một hồi - Như thác nhớ nguồn, nên cũng đành thôi...Nào xin kính chào này - Mừng tân thủ tướng mới- Chừng coi gió chiều nào - Là xoay đổi hướng..." phê bình các nhà báo ủng hộ thực dân Pháp. Vì vụ này, Lê Thương, Trần Văn Trạch,... đã bị sở cẩm câu lưu tại bót Catinat mấy ngày.
Đến năm 1949, nhận thấy tân nhạc bắt đầu thịnh hành, Trần Văn Trạch nảy ra ý nghĩ mở đại nhạc hội, là một chương trình văn nghệ bao gồm ca, vũ, nhạc, kịch, xiếc, ảo thuật,... Với cách làm này, Trần Văn Trạch chinh phục được nhiều khán giả trên khắp mọi miền. Kể từ đó danh từ "đại nhạc hội" bỗng trở nên phổ biến.
Năm 1951, bắt đầu từ rạp Nam Việt, ông Trạch đưa ca nhạc vào các rạp chiếu bóng để diễn trước giờ chiếu phim chính. Cách làm này cũng được nhiều người xem hoan nghênh và khai sinh từ ngữ "chương trình văn nghệ phụ diễn" từ đó. Cũng năm này, vì nhu cầu trình diễn, ông Trạch đã tự sáng tác ra những bản nhạc hài hước để tự mình trình diễn lấy. 
Bản nhạc "Anh phu xích lô" là sáng tác đầu tiên của ông:
Có ai mà muốn đi tới Chợ Lớn
Có ai mà muốn đi tới Chợ Mới
Có ai mà muốn đi chóng cho mau tới
Ê tôi xin mời lại đây.
Chiếc xe này có bảo kiết thật chắc
Bánh xe thì tốt thùng có bọc sắt
Nếu khi mà có đụng phải xe jeep
Quý ngài chẳng hề hấn gì...
Kể từ đó cho tới ngày ký Hiệp định Genève (1954) ông viết tiếp "Cái têlêphôn", "Cái đồng hồ tay", "Cây bút máy", "Anh chàng thất nghiệp", "Sở vòi rồng", "Đừng có lo", "Tôi đóng xinê", "Chiếc ôtô cũ", "Chiến xa Việt Nam",... Bài nhạc nào của ông cũng làm người nghe bật cười thích thú. Từ đó, ông có biệt danh là "Quái kiệt" Trần Văn Trạch.
Tuy vậy, ông không chỉ sáng tác nhạc hài hước mà đôi khi trong nhạc cũng pha lẫn chút triết lý, như bài "Khi người ta yêu nhau":
Khi người ta yêu nhau
Yêu trong lúc bảy mươi tuổi đầu
Thì không phải vì tiền đâu
Nhưng mà chẳng còn bao lâu...
Hoặc pha lẫn chút bi như bản "Chuyến xe lửa mùng 5" (1952), kể lại chuyện đi thăm mẹ của một chàng trai: lúc đầu là những đoạn nhạc hài hước với những tiếng động của nhà ga, của xe lửa,... nhưng đoạn cuối là một khúc bi ca, khi chàng trai ấy về đến nhà mới biết mẹ mình đã qua đời.
Cũng trong năm này, ông đã sáng tác và hát bài "Xổ số kiến thiết quốc gia", Nhờ bài hát này, tên tuổi ông càng được nhiều người biết đến.
Trích:
Kiến thiết quốc gia
Giúp đồng bào ta
Xây đắp muôn người
Được nên cửa nhà
Tô điểm giang san
Qua bao lầm than
Ta thề kiến thiết
Trong giấc mộng vàng
Triệu phú đến nơi
Chỉ mười đồng thôi
Mua lấy xe nhà
Giàu sang mấy hồi...
Ngoài nghiệp ca hát và sáng tác, Trần Văn Trạch còn đảm trách ban nhạc Sầm Giang trên đài phát thanh Pháp Á từ năm 1950 tới năm 1954. Ban Sầm Giang quy tụ một số nhạc sĩ có tên tuổi như cố nhạc sĩ Võ Đức Thu, Khánh Băng, Nghiêm Phú Phi, các ca sĩ có tiếng thời 1950, như: Ngọc Sương, Ngọc Hà, Tôn Thất Niệm, Linh Sơn, Mạnh Phát, Minh Diệu, Túy Hoa, Tâm Vấn,... Đến năm 1953, có thêm những bộ mặt mới như nữ kịch sĩ Bích Thuận, Duy Trác, Tùng Lâm, ban hợp ca Thăng Long và bé Bạch Yến.
Dưới thời Đệ Nhất Cộng hòa, Trần Văn Trạch sáng tác rất ít và chỉ có một bài ca hài hước được ra đời, ví dụ bài "Ba chàng đi hỏi vợ".
Trần Văn Trạch cũng đã cộng tác với nền điện ảnh Việt Nam từ giai đoạn phôi thai. Năm 1955, ông cộng tác với hãng phim Mỹ Phương bên Pháp, sản xuất được hai cuốn phim là Lòng nhân đạo (1955) và Giọt máu rơi (1956). Cả hai phim này ông đều đóng chung với nghệ sĩ Kim Cương. Sau khi rời hãng phim trên, Trần Văn Trạch cộng tác với người Hoa ở Chợ Lớn để lập hãng phim Việt Thanh và tự làm đạo diễn cho hai cuốn phim về truyện cổ tích Việt Nam, đó là phim Thoại Khanh Châu Tuấn (1956, với Kim Cương và Vân Hùng) và Trương Chi Mỵ Nương (1956, đóng chung với Trang Thiên Kim - La Thoại Tân).
Năm 1957, vì lâm bệnh nặng suốt cả năm nên ông phải từ giã nghề điện ảnh.
Năm 1960, Trần Văn Trạch sang Paris (Pháp) và thường xuyên hát tại nhà hàng La Table du Mandarin, Quận 1, Paris. Thời gian ở Pháp ông thâu âm thâu hình bản "Chiều mưa biên giới" của nhạc sĩ Nguyễn Văn Đông cho hai đài là Europe No.1 và Đài Truyền hình Pháp. Ông đã thâu âm bài "Chiều mưa biên giới" theo kiểu sound track (phần nhạc do ban nhạc của Pháp thu sẵn trên băng nhựa). Lưu diễn khoảng sáu tháng, năm 1961, ông trở về Sài Gòn với một tiết mục mới là trò múa rối học được ở Pháp. Ông tiếp tục là nam ca sĩ đầu tiên thâu bản "Mấy dặm sơn khê" cũng của Nguyễn Văn Đông.
Năm 1965 đến đầu năm 1975, Trần Văn Trạch là "ông bầu", chuyên tổ chức những chương trình nhạc trẻ phục vụ trong những hộp đêm dành cho lính Mỹ. Trong khoảng thời gian trên, ông có sáng tác một vài bản nhạc nhưng không được thành công, như bài "Highway 19" đặt theo điệu Long Hổ Hội, nhạc cổ nhưng lời bằng tiếng Anh và theo điệu swing.
Kể từ sự kiện 30 tháng 4 năm 1975 và mấy năm sau đó, Trần Văn Trạch tạm sống một cuộc đời bình thường, thỉnh thoảng cũng đi lưu diễn cùng với một số nghệ sĩ khác.

### Cuối đời ở Pháp
Tháng 12 năm 1977, Trần Văn Trạch rời Sài Gòn sang định cư ở Paris, Pháp. Từ đó trở đi cho tới ngày từ trần, ông gần như tạm dừng công việc nghệ thuật, xoay làm nghề khác để mưu sinh.
Ở hải ngoại, ông chỉ sáng tác được một vài bài hát. Về sinh hoạt văn nghệ, ông cũng chỉ có bốn cuốn băng là Hài hước Trần Văn Trạch (Thúy Nga Paris, 1982) Con đường hạnh phúc (Thanh Lan, 1983), và Allô Paris (Giáng Ngọc, Paris 1986). Về phía phim video, ông cũng có làm một cuốn kỷ niệm Hài hước Trần Văn Trạch (quận Cam, California, Hoa Kỳ, 1983) và trong cuốn Thi ca nhạc kịch Việt Nam (Hà Phong thực hiện, Paris, 1984). Ngoài ra ông cũng có đi diễn cho cộng đồng người Việt ở Hoa Kỳ năm 1983 và 1986, ở Úc châu năm 1984,... Trong những năm cuối cùng của cuộc đời, Trần Văn Trạch thường sang Hoa Kỳ làm nghề quảng cáo trên đài Truyền hình Việt Nam ở quận Cam.
Tháng 2 năm 1994, ông trở về Paris và nằm chữa bệnh ung thư gan tại bệnh viên Tenon. Trần Văn Trạch mất ngày 12 tháng 4 năm 1994, hưởng thọ 70 tuổi. Ông được an táng tại nghĩa trang Cimetière Intercommunal ở Valenton, ngoại ô Paris.

## Một đoạn tự thuật
| “ | Trong một đêm Noel, sau khi đã "chạy sô" khắp các sân khấu, hộp đêm ở Sài Gòn, người nghệ sĩ hài đi lang thang vô định trên đường phố bởi không biết về đâu. Nhà ai cũng sáng choang đèn nến và bữa ăn reveillon rộn rã chuỗi cười duy chỉ có người nghệ sĩ là... đứng dựa cột đèn, lắng nghe giọng hát hài hước, vui nhộn của chính mình phát ra từ một đĩa pick-up của ngôi nhà đang có tiệc tùng mà thấm thía nỗi tủi cực ở phía sau ánh đèn màu hào nhoáng... | ” |

## Bài hát
- Anh phu xe
- Cái đồng hồ tay (Đồng hồ)
- Cây bút máy
- Đêm khuya trên đường Catinat
- Tai nạn téléphone
- Chuyến xe lửa mồng năm
- Ba chàng đi hỏi vợ
- Chồng đĩa hát cũ
- Anh chàng thất nghiệp
- Xe ô tô cũ
- Ngày thể thao quốc tế
- Bản nhạc tò ti
- Đi xem hội chợ Sài Gòn
- Vui buồn sân khấu
- Cột đèn cũng muốn đi
- Tôi là nhạc sĩ
- Chiến xa Việt Nam
- Đừng có lo
- Xe mô tô cũ
- Thu ca mộng khúc
- Tôi đóng ciné

## Nhận xét
| “ | Anh không để lại chiến công nên không có tượng đồng bia đá. Anh chỉ để lại tiếng khóc và niềm tiếc thương của bao người ái mộ. Như câu nói của danh nhân nào đó: "Khi mới chào đời, ta cất tiếng khóc trong khi mọi người thân chung quanh tươi cười. Ta hãy sống như thế nào để khi từ giã vĩnh viễn cõi đời, mọi người khóc còn mình thì mỉm cười ra đi." Đó chính là cái còn và cái mất của Trần Văn Trạch cũng như bao nghệ sĩ tài danh vậy. | ” |